# Baňa
Baňa este o comună slovacă, aflată în districtul Stropkov din regiunea Prešov. Localitatea se află la altitudinea de 413 m deasupra n.m., se întinde pe o suprafață de 1,91 km2 și în 2017 număra 178 de locuitori.

## Demografie
| An:                | 1994 | 2004   | 2014   | 2024    |
| ------------------ | ---- | ------ | ------ | ------- |
| Număr de persoane: | 202  | 192    | 181    | 202     |
| Diferență:         |      | −4,95% | −5,72% | +11,60% |

| An:                | 2023 | 2024   |
| ------------------ | ---- | ------ |
| Număr de persoane: | 198  | 202    |
| Diferență:         |      | +2,02% |